# Bryki (powiat wysokomazowiecki)
Bryki – wieś w Polsce położona w województwie podlaskim, w powiecie wysokomazowieckim, w gminie Wysokie Mazowieckie. Przed rokiem 2000 w gminie Szepietowo.
W latach 1975–1998 miejscowość należała administracyjnie do województwa łomżyńskiego. Do końca 1999 roku w gminie Szepietowo.
Wierni kościoła rzymskokatolickiego należą do parafii św. Jana Chrzciciela w Wysokiem Mazowieckiem.

## Historia
W XV w. obszar współczesnej wsi Bryki należał do dóbr ziemskich Wysokie Mazowieckie, będących własnością wielkich książąt litewskich. Wieś, występująca pierwotnie jako Wola Wysokie, została założona około roku 1469. Była królewszczyzną przynależną do Starostwa drohickiego. W 1544 r. dzierżawcą był Aleksy Czosnowski, a w 1546 Stanisław Rajski.
W styczniu 1552 r. król Zygmunt August zatwierdził dokument Aleksandra Jagiellończyka, określający dziesięcinę dla mieszkańców wsi. W roku 1564 ten sam król nadał wieś Krzysztofowi Radziwiłłowi, choć dożywotnim dzierżawcą w tym czasie był Przecław Gnoiński. W 1580 roku powierzchnia użytków rolnych we wsi wynosiła 14 włók.
Kolejni właściciele lub dzierżawcy:
- 1582 – Hieronim Makowiecki
- połowa XVII w. – Opaccy
- 1662 – Tomasz Tymiński
- 1689 – Buoni del Buono
- 1742 – starosta nurski
- Jan Kątski
- 1775 – Jan Potocki
- 1779 – Andrzej Piotrowski
- 1783 – Ignacy Pudłowski
- Aniela Paprocka i jej córka Konstancja
- 1795 – wielmożny Idźkowski, komornik ziemi bielskiej
- 1839 – Ludwik Fiszer

W roku 1605 powierzchnia gruntów wynosiła 22 włóki. W pobliżu znajdował się folwark o powierzchni 6 włók, z którego dawano do kościoła wysockiego 12 kop żyta i 6 kop owsa.
W wieku XVIII w Brykach znajdowała się karczma arendowana przez Żydów.
W 1827 we wsi 19 domów i 141 mieszkańców.
W roku 1864 folwark w Brykach został rozparcelowany (prawdopodobnie w części). Pod koniec wieku XIX wieś należała do powiatu mazowieckiego, gmina Szepietowo, parafia Wysokie Mazowieckie. Powierzchnia użytków rolnych 1224 morgi.
W roku 1921 wyszczególniono:
- folwark Bryki. Zanotowano tu 1 budynek z przeznaczeniem mieszkalnym oraz 20 mieszkańców (10 mężczyzn i 10 kobiet). Wszyscy podali narodowość polską i wyznanie rzymskokatolickie
- wieś Bryki. Było tu 58 budynków z przeznaczeniem mieszkalnym i 328 mieszkańców (165 mężczyzn i 163 kobiety). Narodowość polską podało 318 mieszkańców, białoruską 2, żydowską 6, inną 2[13].

W okresie międzywojennym działała we wsi spółdzielnia mleczarska założona przez Stanisława Włodka.

### Szkoła
W 1922 roku 1. klasowa szkoła powszechna, liczyła 33. uczniów, 1923-54, 1924-44, 1925-44, 1929-90. uczniów. W 1930 2. klasowa, ze 103. uczniami. 
Nauczyciele: 1928-1930 Kalinowska Maria, Łuksa Alojzy, 1931 - Mikołajczyk Leon, Szewczykówna Wiktoria (przybyła), 1941 - Mystkowski Marian.

## Obiekty zabytkowe

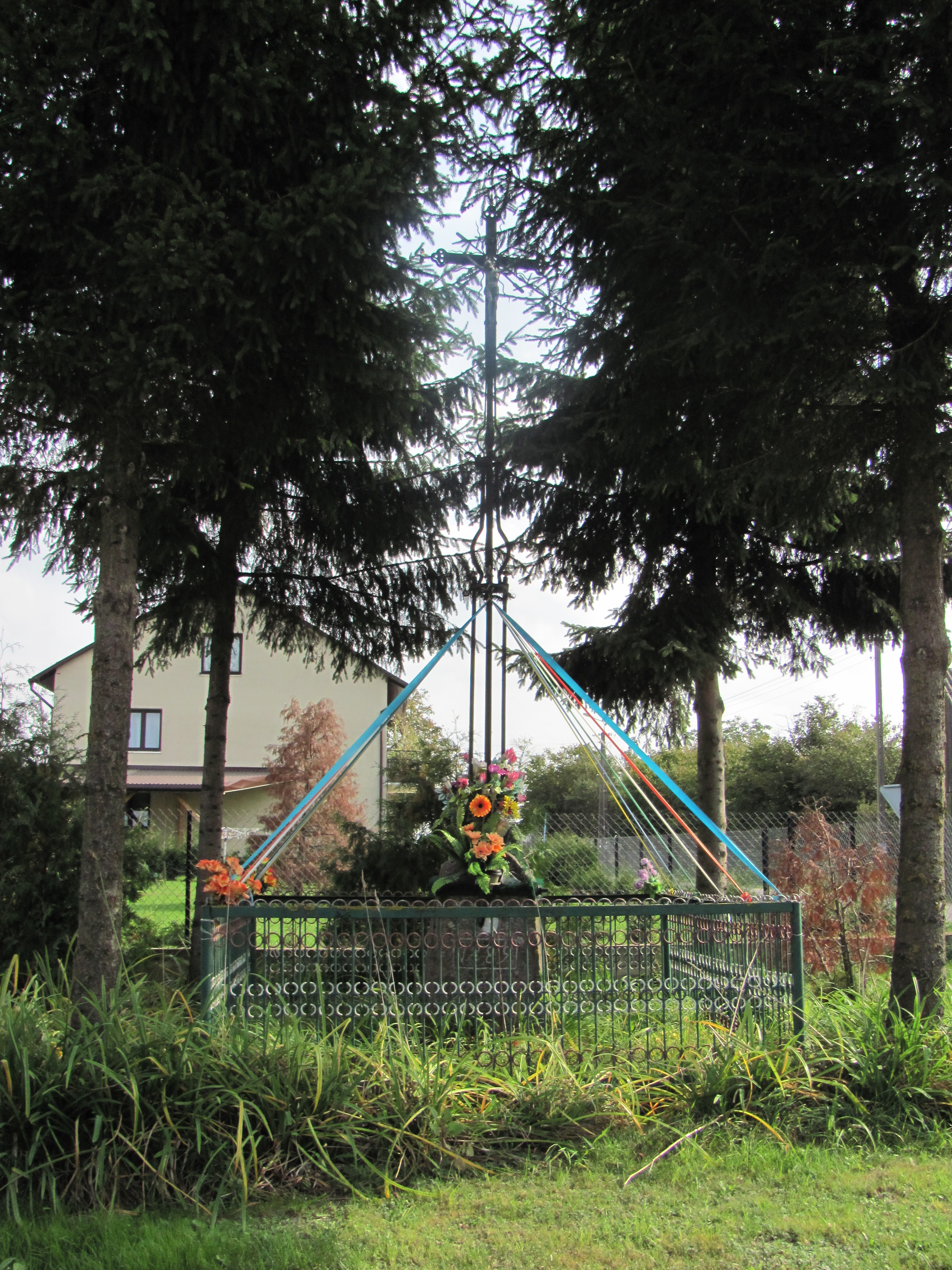
Przydrożna kapliczka

- dom drewniany z pierwszej ćwierci XIX w.
- dwa domy drewniane z końca XIX w.
- dwa domy drewniane z początku XX w.
- dom drewniany – lata 20. XX w.
- dom drewniany – lata 30. XX w.
- stodoła drewniana – lata 20. XX w.[15]